# David Finch
David Finch (Montreal, Quebrec, 4 de julho de 1971) é uma quadrinista canadense, famoso desde os anos 90 por seus trabalhos em Cyberforce no Top Cow Productions, bem como numerosos títulos subsequentes para a Marvel Comics e DC Comics, tais como The New Avengers, Moon Knight, Ultimatum, e Brightest Day.Tem sido o responsável pela arte da capa do álbum de 2008 da banda Disturbed, e o conceito de arte para filmes como Watchmen.

## Carreira
David Finch começou sua carreira nos quadrinhos em 1995 na revista Cyberforce da Top Cow Productions, depois que o criador da série e fundador da Top Cow, Marc Silvestri abandonou os roteiros e a arte da revista. Finch cocriou Ascension da Image Comics com Matt "Batt" Banning. Depois, ele trabalhou nas três primeiras edições de Aphrodite IX da Image Comics com David Wohl.
Em 2003, Finch retornou aos quadrinhos, agora na Marvel Comics, para um arco de um ano na Ultimate X-Men com o escritor Brian Michael Bendis. Depois disso, a dupla mudou-se em 2004 para a The Avengers, onde desfizeram a equipe de super-heróis da Marvel para depois relançarem como The New Avengers, mostrando um elenco radicalmente diferente. Em 2006, Finch trabalhou na remodelada revista do Cavaleiro da Lua, Moon Knight, com o escritor Charlie Huston e no mesmo ano, ele ilustrou Fallen Son: The Death of Captain America #4, estrelada pelo Homem-Aranha. Em 2008, trabalhou na minissérie Ultimatum da linha Ultimate Marvel ao lado de Jeph Loeb. Além do trabalho nas páginas interiores das revistas em quadrinhos, ele também desenhou várias capas, onde pode-se destacar as do crossover "Hulk Contra o Mundo"; X-Men #200 e da saga "X-Men: Complexo de Messias"; e da minissérie X-Infernus.[carece de fontes?]
Finch ilustrou a capa do álbum do álbum Indestructible (2008) da banda Disturbed, bem como o conceito de design para a adaptação cinematográfica de Watchmen de Alan Moore.
Em janeiro de 2010, Finch deixou a Marvel para assinar um contrato de exclusividade com a DC. Finch trabalhou com Grant Morrison na Batman #700 (agosto de 2010), uma edição de aniversário. Em julho de 2010, a DC anunciou que Finch escreveria e desenharia uma nova revista dedicada ao Cavaleiro das Trevas batizada de Batman: The Dark Knight, cujo primeiro arco lida com os casos mais sobrenaturais do detetive. A série foi lançada em janeiro de 2011 ["cover date"], e relançada em novembro do mesmo ano como parte da reformulação da linha da editora, Os Novos 52.
Em julho de 2012, como parte da San Diego Comic-Con, Finch foi um dos seis artistas que, juntamente com co-publishers da DC, Jim Lee e Dan DiDio, participaram da produção de "Heroic Proportions", um episódio do reality show da série de televisão Face Off do Syfy, no qual os competidores foram incumbidos de criar um super-herói original da DC Comics, tendo Finch e outros artistas da DC A disposição para ajudá-los a desenvolver suas idéias. Como recompensa, o personagem campeão, Infernal Core de Anthony Kosar, foi destaque na revista Justice League Dark #16 (março de 2013), lançada em 30 de janeiro de 2013. O episódio estreou pelo canal Syfy em 22 de janeiro de 2013, como o segundo episódio da quarta temporada.
Depois da edição 15 da revista Batman: The Dark Knight , Finch abandona a série regular e ao lado de Geoff Johns lançam em fevereiro de 2013, uma nova revista da Liga da Justiça, Justice League of America e a minissérie Forever Evil em setembro de 2013.
Em junho de 2014, o jornal USA Today publicou a primeira imagem da Mulher-Maravilha por David Finch, que ao lado de sua esposa, Meredith Finch, assume a série mensal da amazona, Wonder Woman, na edição 36 (19 de novembro de 2014) quando termina a fase sob o comando do roteirista Brian Azzarello e do desenhista Cliff Chiang. Meredith escreveu a série e David Finch desenhou, até o encerramento do reboot Os Novos 52 em maio de 2016.
Em 26 de março de 2016, durante durante o evento WonderCon, em Los Angeles, EUA, a DC Comics anunciou todos os detalhes das revistas que serão publicadas com a iniciativa Rebirth (Renascimento, em português), assim como os autores envolvidos. Em junho de 2016, David Finch ao lado do escritor Tom King assumiram a equipe de criação da revista quinzenal Batman vol. 3.

## Prêmios
- Finch foi agraciado com o prêmio Yellow Kid em 2000.
- Finch conquistou o Joe Shuster Award como Melhor Artista em 2009.[24]
- Em 2017, David Finch, ao lado do escritor Tom King, conquistou o Eisner Awards (um dos mais prestigiados prêmios norte-americanos da indústria de quadrinhos) pela Melhor História Curta, “Good Boy” da Batman Annual #1.[25]

### DC Comics
- Batman #700 (2010)
- Batman vol. 3 #1–5, 16–20, 23–24 (2016–2017)
- Batman: The Return #1 (2010)
- Batman: The Dark Knight #1–5 (2010–2011)
- Batman: The Dark Knight vol. 2 #1–7, 9–15 (2011–2013)
- Forever Evil #1–7 (2013–2014)
- Justice League of America vol. 3 #1–3 (2013)
- Superman: War of the Supermen #0 (entre outros artistas) (2010)
- Superman/Batman #75 (2010)
- Wonder Woman vol. 4 #36–42, 44–46, 48–50 (2014–2016)

### Image Comics
- Aphrodite IX (desenhos): #0–2; (com Clarence Lansang): #3 (2000–2001)
- Ascension (desenhos): #1–5; (entre outros artistas): #6–11 (1997–1999)
- Codename: Strikeforce #7 (1994)
- Cyberforce #15–22, 24–29, 31, Annual #1 (1994–1997)
- Darkness (assistente de desenho): #20–21; (desenhos): #39 (1999–2001)
- Ripclaw (edição especial da Wizard)  #½ (1995)
- Tales of the Witchblade (com Billy Tan) #2 (1997)

#### Image Comics e DC Comics
- Darkness/Batman (1997)

#### Image Comics e Marvel Comics
- Witchblade/Elektra (1997)

### Marvel Comics
- The Avengers #500–503 (2004)
- Call of Duty: The Brotherhood #1–6 (2002)
- Daredevil vol. 2 #65 (2004)
- Fallen Son: The Death of Captain America: Spider-Man (2007)
- Legion of Monsters: Morbius (Drácula/Lilith) #14 (2007)
- Moon Knight vol. 4 #1–8 (2006–2007)
- New Avengers #1–6, 11–13 (2005)
- Spider-Man Unlimited vol. 2 #14 (2006)
- Star Trek/X-Men (1996)
- Ultimate X-Men #27–28, 30, 34–45 (2003–2004)
- Ultimatum (minissérie) #1–5 (2008–2009)
- Uncanny X-Men ("Call of Duty") #406 (2002)
- Wolverine vol. 2 (Tropa Alfa) #173, ("Call of Duty") #176 (2002)
- Wolverine #900 (2010)
- X-Men: Second Coming #1 (2010)
- X-Men Unlimited #35, 40 (2002–2003)
- World War Hulk #1-5 (capista, 2007-2008)